# Hemipodus longipapillatus
Hemipodus longipapillatus is een borstelworm uit de familie Glyceridae. Het lichaam van de worm bestaat uit een kop, een cilindrisch, gesegmenteerd lichaam en een staartstukje. De kop bestaat uit een prostomium (gedeelte voor de mondopening) en een peristomium (gedeelte rond de mond) en draagt gepaarde aanhangsels (palpen, antennen en cirri).
Hemipodus longipapillatus werd in 1965 voor het eerst wetenschappelijk beschreven door Hartmann-Schröder.